# 被官
被官（日语：／）是指日本律令制下，附属于上级官厅的下级官厅，或附属于下级官厅的官吏。例如，八省下属的寮、司、署，以及国司下属的郡司等。
“被官”还可以指隶属于上级武士的武士，主要指隶属于守护的国人领主。  
江户时代以前，隶属于地主（屋形）的低阶百姓，也被称作“被官”。